# NGC 7320
NGC 7320 is een spiraalvormig sterrenstelsel in het sterrenbeeld Pegasus. Het ligt 35 miljoen lichtjaar van de Aarde verwijderd en werd op 23 september 1876 ontdekt door de Franse astronoom Édouard Jean-Marie Stephan.

## Synoniemen
- UGC 12101
- VV 288
- MCG 6-49-42
- Arp 319
- ZWG 514.63
- HCG 92A
- PGC 69270